# Bob a 2022. évi téli olimpiai játékokon
A 2022. évi téli olimpiai játékokon a bob versenyszámait a  pekingi Hsziaohajtuo (Xiaohaituo) bob- és szánkópályán rendezték február 13. és 20. között. A férfiaknak és a nőknek is két versenyszámban osztottak érmeket. A női monobob először szerepelt a téli olimpiai játékokon.

## Naptár
Az időpontok helyi idő szerint (UTC+8) és magyar idő szerint (UTC+1) is olvashatóak. A döntők kiemelt háttérrel vannak jelölve.
| Dátum       | Helyi idő | Magyar idő | Versenyszám                 |
| ----------- | --------- | ---------- | --------------------------- |
| február 13. | 9:30      | 2:30       | női monobob, 1–2. futam     |
| február 14. | 9:30      | 2:30       | női monobob, 3–4. futam     |
| február 14. | 20:15     | 13:15      | férfi kettesbob, 1–2. futam |
| február 15. | 20:05     | 13:05      | férfi kettesbob, 3–4. futam |
| február 18. | 20:00     | 13:00      | női kettesbob, 1–2. futam   |
| február 19. | 9:30      | 2:30       | férfi négyesbob, 1–2. futam |
| február 19. | 20:00     | 13:00      | női kettesbob, 3–4. futam   |
| február 20. | 9:30      | 2:30       | férfi négyesbob, 3–4. futam |

## Éremtáblázat
| Helyezés            | Nemzet                 | Arany | Ezüst | Bronz | Összesen |
| ------------------- | ---------------------- | ----- | ----- | ----- | -------- |
| 1.                  | Németország (GER)      | 3     | 3     | 1     | 7        |
| 2.                  | Egyesült Államok (USA) | 1     | 1     | 1     | 3        |
| 3.                  | Kanada (CAN)           | 0     | 0     | 2     | 2        |
| Összesen (3 nemzet) | Összesen (3 nemzet)    | 4     | 4     | 4     | 12       |

## Érmesek
| A 2022. évi téli olimpiai játékok érmesei bobban |                                                                                              |         |                                                                                           |         |                                                                        |         |
| Versenyszám                                      | Arany                                                                                        | Arany   | Ezüst                                                                                     | Ezüst   | Bronz                                                                  | Bronz   |
| Férfi kettes                                     | Németország (GER) · Francesco Friedrich · Thorsten Margis                                    | 3:56,89 | Németország (GER) · Johannes Lochner · Florian Bauer                                      | 3:57,38 | Németország (GER) · Christoph Hafer · Matthias Sommer                  | 3:58,58 |
| Férfi négyes                                     | Németország (GER) · Francesco Friedrich · Thorsten Margis · Candy Bauer · Alexander Schüller | 3:54,30 | Németország (GER) · Johannes Lochner · Florian Bauer · Christopher Weber · Christian Rasp | 3:54,67 | Kanada (CAN) · Justin Kripps · Ryan Sommer · Cam Stones · Ben Coakwell | 3:55,09 |
| Női mono                                         | Kaillie Humphries · Egyesült Államok (USA)                                                   | 4:19,27 | Elana Meyers Taylor · Egyesült Államok (USA)                                              | 4:20,81 | Christine de Bruin · Kanada (CAN)                                      | 4:21,03 |
| Női kettes                                       | Németország (GER) · Laura Nolte · Deborah Levi                                               | 4:03,96 | Németország (GER) · Mariama Jamanka · Alexandra Burghardt                                 | 4:04,73 | Egyesült Államok (USA) · Elana Meyers Taylor · Sylvia Hoffman          | 4:05,48 |